# 舒瞻
舒瞻（？—1756年），字堃畝，号云亭，他他拉氏，满洲正白旗人。清朝官员，进士出身。

## 生平
乾隆丙辰举人，己未进士。官至浙江桐乡、平湖、海盐知县，乾隆十九年署乍浦理事同知。工诗文，曾经准备修《八旗满洲氏族通譜》，著有《兰藻堂集》六卷（同年进士沈德潜序，载《钦定八旗通志：艺文志》卷120）。
诗歌载沈德潜《 國朝詩别裁集》卷29（舒瞻与沈德潜进士同年）、伊福纳《白山诗钞》卷7。

## 家族
- 始祖岱圖庫哈理。“岱圖庫哈理，正白旗人，世居扎庫木地方，國初率子孫族人及本地方五十戸來歸，編佐領，使其次子多羅額駙諾裔謨多之子英俄爾岱統之。……（孙儿英俄爾岱]）授一等輕車都尉，時初設六部擢戸部尚書兼本旗都統，……晉封二等公，係多羅額駙；其子伊圖……遇恩詔加為二等子，歴任内大臣。……曾孫蘇納海原任國史院大學士兼戸部尚書加太子少保。……六世孫舒瞻現係文進士”（载《八旗滿洲氏族通譜》卷11）。